# Пестов, Семён Семёнович
Семён Семёнович Пестов (1763, Санкт-Петербург — 1827, Херсонская губерния) — русский поэт.

## Биография
Родился в 1763 году в Санкт-Петербурге. Его отец, Семен Семенович, служил в нижних чинах в Преображенском полку и, выйдя в отставку переехал в Москву, где женился на Анне Ивановне Бобровой. По воспоминаниям сына, он отличался прямым характером, необыкновенной честностью, а также глубокой религиозностью и склонностью к мистицизму. Один из братьев Семёна — Иван, стал известен впоследствии, как издатель законов и автор «Записки об Енисейской губернии Восточной Сибири, 1831 года» Архивная копия от 4 февраля 2020 на Wayback Machine (М., 1833).
Около 1776 года начал учиться в гимназии при Московском университете, где был на казённом содержании; 25 ноября 1782 года был произведён в студенты; в университете учился вместе с М. И. Антоновским, С. С. Бобровым и другими членами Собрания университетских питомцев; личным другом Пестова на время всей его жизни стал А. А. Прокопович-Антонский. В университете пробудились литературные способности Пестова — им были написаны изданные Н. И. Новиковым «Стихи на кончину <…> Н. Ф. Дурасова» (1782).
Переехав в Петербург, 11 августа 1783 года он поступил на службу в Сенат в чине коллежского регистратора; в 1786 году произведён в губернские секретари.
Вместе с С. С. Бобровым и С. А. Тучковым принял участие в деятельности Общества друзей словесных наук; в «Беседующем гражданине» были помещены стихи Пестова: «Камень, сказка» (Ч. 1); рондо «Умы», «Чем отличается начальник от подчиненных, станс», «Песнь моему блаженству» (Ч. 2); «Диоген и юный Критон, или Наставническая беседа», «Песнь моей красавице», «Стихи на кончину набитого деньгами кошелька» и «Надгробие кошельку» (Ч. 3).
С 4 мая 1789 года служил в Курской губернской палате. В Курске им была написана ода «Скупость» (1792; в ней с наибольшей полнотой проявилась основная черта сатиры Пестова — описание низких тем «высоким штилем» в одах и эпитафиях. Черты автопародирования носят, в частности, «Стихи на кончину набитого деньгами кошелька».
С 30 мая 1794 года служил в Екатеринославской казённой палате, занимал должность советника по экспедиции и ревизии душ; 7 января 1795 года был произведён в коллежские асессоры; с 1 мая 1795 года — советник таможенных дел в Вознесенскую казенной палате.
В 1796 году женился на Марии Алексеевне, дочери богатого помещика А. И. Пантазия. После этого некоторое время жил в Петербурге, где возобновил свои старые знакомства; 20 мая 1797 года был определён заседателем в Каменец-Подольский, в Комиссию для разбора пограничных дел с Оттоманской Портой. В 1799 году по особому предписанию он был определён фискалом в Киевскую губернию. С 1802 года Пестов был стряпчим казённых дел в Киевском губернском правлении; в 1804 назначен губернским прокурором в Нижний Новгород; в 1805 году был переведён на должность председателя Херсонской палаты уголовного суда.
В конце 1808 года вышел в отставку и поселился в приобретенном им вблизи Елисаветграда имении Высокие Байраки, а с 1819 года постоянно жил в имении жены Пантазиевке (Александрийский уезд Херсонской губернии)), где и скончался 27 ноября (9 декабря) 1827 года.
По воспоминаниям его потомков, С. С. Пестов «любил поэзию и сам писал недурные стихи и драмы на мифологические сюжеты и писал ежедневно свои записки». Он часто гостил у своих многочисленных родственников и друзей (в частности, у М. М. Сперанского и Н. Н. Новосильцева); изданный его правнуком указатель к запискам С. С. Пестова (не были изданы) содержит около 2000 имен.
Один из сыновей С. С. Пестова, Александр (1802—1833), был арестован в январе 1826 года, осуждён по 1 разряду (был участником Общества соединенных славян, вызвался быть цареубийцей) и приговорён 10 июля 1826 года к пожизненной каторге. Другой сын, Алексей, корнет Серпуховского уланского полка, умер 17 февраля 1827 года от ран, полученных в Персидском походе.